# Mouila
Mouila je grad u Gabonu, glavni grad provincije Ngounié. Nalazi se na jugu države, 80 km od granice s Republikom Kongo i 390 km jugoistočno od glavnog grada, Librevillea. Leži na rijeci Ngounié. Sjedište je biskupije. U gradu se od 2007. uzdiže katedrala Svetog Ivana.
U blizini se nalazi Lac Bleu, jezero poznato po izrazito plavoj boji.
Prema popisu iz 1993. godine, Mouila je imala 16.307 stanovnika.